# Кшень (станция)
Кшень — железнодорожная станция однопутной тепловозной линии Курск — Воронеж, расположена в 120 км от Курска в пгт Кшенский Курской области, также является конечной для пригородных поездов, следующих по ветке Верховье — Мармыжи. Станция относится к Орловско-Курскому региону Московской железной дороги.

## Пригородное сообщение
Пригородное сообщение осуществляется по направлениям:
- Курск — Касторная-Новая (Ежедневная пара поездов)
- Курск — Касторная-Курская — Воронеж 1
- Курск — Ливны-1 (в Кшени производится смена направления движения)

## Поезда дальнего следования
| № поезда | Маршрут движения | № поезда | Маршрут движения |
| -------- | ---------------- | -------- | ---------------- |
| 109      | Анапа — Москва   | 110      | Москва — Анапа   |